# Виже, Этьен
Луи-Жан-Батист-Этьен Виже (фр. Louis-Jean-Baptiste-Étienne Vigée, 2 декабря 1758, Париж, Королевство Франция — 8 августа 1820, Париж) — французский драматург и литератор, брат знаменитой художницы Элизабет Виже-Лебрен.

## Биография
Этьен Виже родился 2 декабря 1758 года в семье художника-пастеллиста Луи Виже (1715—1767) и его жены Жанны Виже, урождённой Мезен (1728—1800). Его старшей сестрой была художница Элизабет Виже-Лебрен (1755—1842). Вместе с ней Этьен получил образование у своего отца.
Впоследствии он также уделял много времени своему образованию, и лишь в 1783 году, в возрасте 25 лет, опубликовал комедию в стиле Клода-Жозефа Дора. Пьеса, Aveux difficiles («Трудные признания»), сразу же вызвала реакцию барона д’Эста, который обвинил Виже в краже у него идеи. Их полемика публиковалась в Journal de Paris и очень позабавила читателей, которые в конечном итоге встали на сторону Виже. Обратив внимание на Виже, граф де Водрей взял его под своё покровительство и предоставил ему должность секретаря в дворянском доме, которую тот занимал вплоть до Великой Французской революции, начавшейся в 1789 году.
Из-за революции Виже потерял своё положение и перешёл на сторону революционеров. По этому случаю он написал ещё одну пьесу, «Оду свободе», посвящённую свержению короля Людовика XVI и победе республиканцев. Виже возглавлял секцию якобинцев до 1793 года, когда к власти пришёл Максимильен Робеспьер, который был его ярым противником, и в результате он был заключён в тюрьму. Там он написал пьесу «Nouvelle Chartreuse» («Новая шартреза»), в которой описывались обстоятельства его заключения. Только в конце 1794 года Виже был освобождён из-под стражи под залог, внесённый друзьями, литераторами и художниками. В октябре следующего года он, как бывший якобинец, после прихода к власти Директории был вынужден уйти в подполье.
Однако уже в 1796 году Виже был реабилитирован и назначен главой Бюро по ликвидации, органа, занимавшегося имуществом революционных беженцев. Он занимал этот пост до государственного переворота Наполеона Бонапарта в 1799 году. После смерти Жана-Франсуа де Лагарпа он стал читать лекции по литературе в лицее, что доставляло ему большое удовольствие.
Виже был членом Общества содействия науке и технике и несколько раз безуспешно подавал заявку во Французскую академию, после чего написал сатирическое стихотворение. В ответ он также получил сатирическое стихотворение от Николя-Луи-Франсуа де Нёшато, в котором Виже был назван глупцом.
Комедии Виже не были ни особенно забавными, ни особенно реалистичными, но они подкупали точным языком и подробным описанием моментов счастья и любви. Его стихи, которые он писал наряду с комедиями, свидетельствуют о высоком языковом искусстве.
Помимо работы драматурга, Виже был секретарём графини Прованской, супруги короля Людовика XVIII.
Этьен Виже умер 8 августа 1820 года в возрасте 61 года в Париже.

## Семья
19 октября 1785 года Этьен Виже женился на Сюзанне де Ривьер (1764—1811), пианистке, певице, комике-любителе и сестре художника и дипломата Огюста де Ривьера (1762—1833). В браке у них была всего лишь одна дочь — Каролина Виже (1791—1864). Она вышла замуж за Жана Николя Луи, барона де Ривьера (1778—1861), и у них родился сын Альфред де Ривьер (1818—1893).